# Violaine Lochu
Pour les articles homonymes, voir Lochu.
Violaine Lochu, née en 1987 à Laval, est une artiste performeuse sonore française.

## Biographie

### Naissance et formation
Violaine Lochu naît en 1987 à Paris.
Elle est diplômée de l'École nationale supérieure d'arts de Paris-Cergy et elle est titulaire d’un master II de recherche en arts plastiques (université Rennes 2).
En quête d'autres univers sonores, elle a sillonné l'Italie, la Bulgarie et s'est immergée en Laponie.

### Carrière
Elle a reçu le Prix Aware 2018. Elle a également été lauréate du Prix de la performance 2017 au Salon de la jeune création : Galerie municipale Jean Collet, Vitry-sur-Seine 
Elle a effectué des performances au Centre Pompidou, au Palais de Tokyo, au Parade for FIAC, ainsi qu'à la Maison de la Poésie et La Pop de Paris.
En 2018, France Musique l'a invitée lors d'une émission au cours de laquelle elle a chanté un chant traditionnel italien : Fimmene fimmene.
En septembre 2019, elle a été invitée dans le cadre de l'exposition « Bacon en toutes lettres » en honneur à l'artiste Francis Bacon, organisée par le Bacon Book Club, au Centre Pompidou et accompagnée du poète Christian Prigent.